# CREC Charleroi
CREC Charleroi – belgijski klub szachowy z siedzibą w Charleroi, mistrz kraju z 2012 roku.

## Historia
Klub został założony w 1928 roku. W 1957 roku klub rozpoczął organizację turnieju Challenge du Pays Noir. W 1979 roku klub rozegrał mecz korespondencyjny z miastem Donieck. W 2002 roku po raz pierwszy w historii CREC awansował do Division 1. W 2006 roku klub zajął trzecie miejsce w lidze. W tym samym roku zespół zadebiutował w Pucharze Europy, zajmując 33. miejsce w klasyfikacji. W sezonie 2007/2008 klub ponownie był trzeci w rozgrywkach ligowych. W Pucharze Europy natomiast klub zajął 42. miejsce. W sezonie 2011/2012 CREC zdobył mistrzostwo kraju. W kadrze drużyny znajdowali się wówczas m.in.: Laurent Fressinet, Predrag Nikolić, Tigran Gharamian, Andrei Istrățescu, Christian Bauer, Hicham Hamdouchi, Alberto David, Jean-Luc Chabanon, Sébastien Mazé, Daniele Vocaturo i Władimir Georgiew. W 2015 roku klub spadł z ligi. W 2016 roku CREC powrócił do Division 1. W sezonie 2017/2018 klub ponownie spadł z najwyższej ligi. W 2023 roku zespół powrócił na jeden sezon do Division 1.

## Arcymistrzowie w historii klubu
- Christian Bauer[10]
- Jean-Luc Chabanon[7]
- Alberto David[8]
- Laurent Fressinet[6]
- Władimir Georgiew[17]
- Tigran Gharamian[18]
- Michaił Gurewicz[19]
- Hicham Hamdouchi[10]
- Arnaud Hauchard[20]
- Andrei Istrățescu[9]
- Michaił Iwanow[21]
- Aleksandr Karpaczew[21]
- Edvīns Ķeņģis[22]
- Aloyzas Kveinys[23]
- Sébastien Mazé[11]
- Normunds Miezis[24]
- Predrag Nikolić[7]
- Namiq Quliyev[25]
- Igor Rausis[26]
- Kevin Spraggett[17]
- Daniele Vocaturo[12]
- Luc Winants[27]